# Olga Chabr Grillová
Olga Chabr Grillová je česká podnikatelka a developerka. Pohybuje se v oblasti hotelnictví a realit,podniká však také v lesnictví a v dalších oblastech. Je dcerou miliardářů Pavla a Ivany Tykačových, jejím manželem je pražský politik a podnikatel Jan Chabr.

## Kariéra
Studovala ekonomii na univerzitě v Utrechtu a finance na International University of Monaco. V minulosti pracovala v New Yorku a na dalších místech, posléze se ale vrátila do Prahy. Několik let pracovala jako konzultantka v české pobočce společnosti Ernst & Young, kolem začátku roku začal působit ve firmě Empirent svojí matky. V této firmě se věnuje především úpravám a následným krátkodobým i dlouhodobým pronájmům luxusních apartmánů převážně v centrální části Prahy. Vedle toho se v Praze věnuje také developmentu.
Se svojí sestrou Ivanou Hronovou spolupracovala na vývoji aplikace zastřešující služby pro cestovatele, se kterou se snažila neúspěšně vstoupit na trh v USA. Aplikace v současné době na Americkém app storu není aktivní. Společnost Travel a la Carte a.s. se soustředí na služby cestovatelům na míru s nejasnými objemy obchodů.
Vlastní také společnost I.H.Farm věnující se lesnictví v Severních Čechách.

## Osobní život
Je dcerou české podnikatelky Ivany Tykač a nevlastní dcerou miliardáře Pavla Tykače. Pravděpodobně v roce 2020 se vdala za podnikatele a toho času pražského radního pro majetek Jana Chabra.
Mezi její koníčky patří cestování, myslivost a jóga.